# MCS-Agenda(Pro)
MCS-Agenda(Pro) est un logiciel d’agenda partagé dont la première version est apparue en 1999. Il était édité par la société 2Ai-SOFTWARE.
Il permettait un travail collaboratif au sein de réseaux informatiques locaux allant de 2 à plusieurs centaines de postes.